# Flémalle
Flémalle es una comuna de la región de Valonia, en la provincia de Lieja, Bélgica. A 1 de enero de 2019 tenía una población estimada de 26 304 habitantes.

## Geografía
Se encuentra ubicada al este del país, y está incluido en la aglomeración de Lieja en la orilla izquierdo del río Mosa.

### Secciones del municipio
El municipio comprende los antiguos municipios, que se fusionaron en 1977:
| - Awirs - Chokier - Flémalle-Grande - Flémalle-Haute - Gleixhe - Ivoz-Ramet - Mons-lez-Liège |

### Pueblos y aldeas del municipio
Cahottes y Souxhon.

### Galería

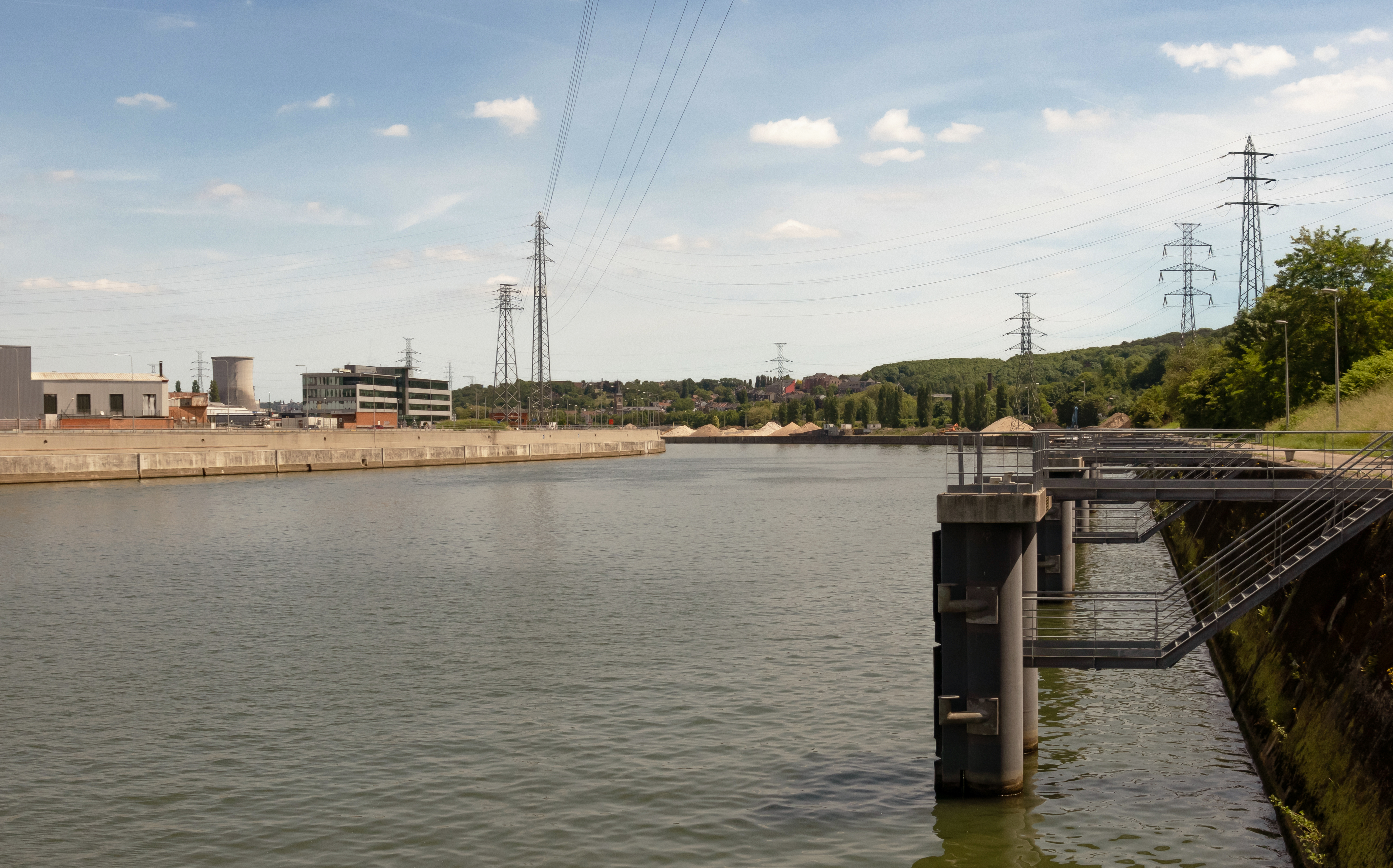
près Ivoz-Ramet, vista de la Mosa
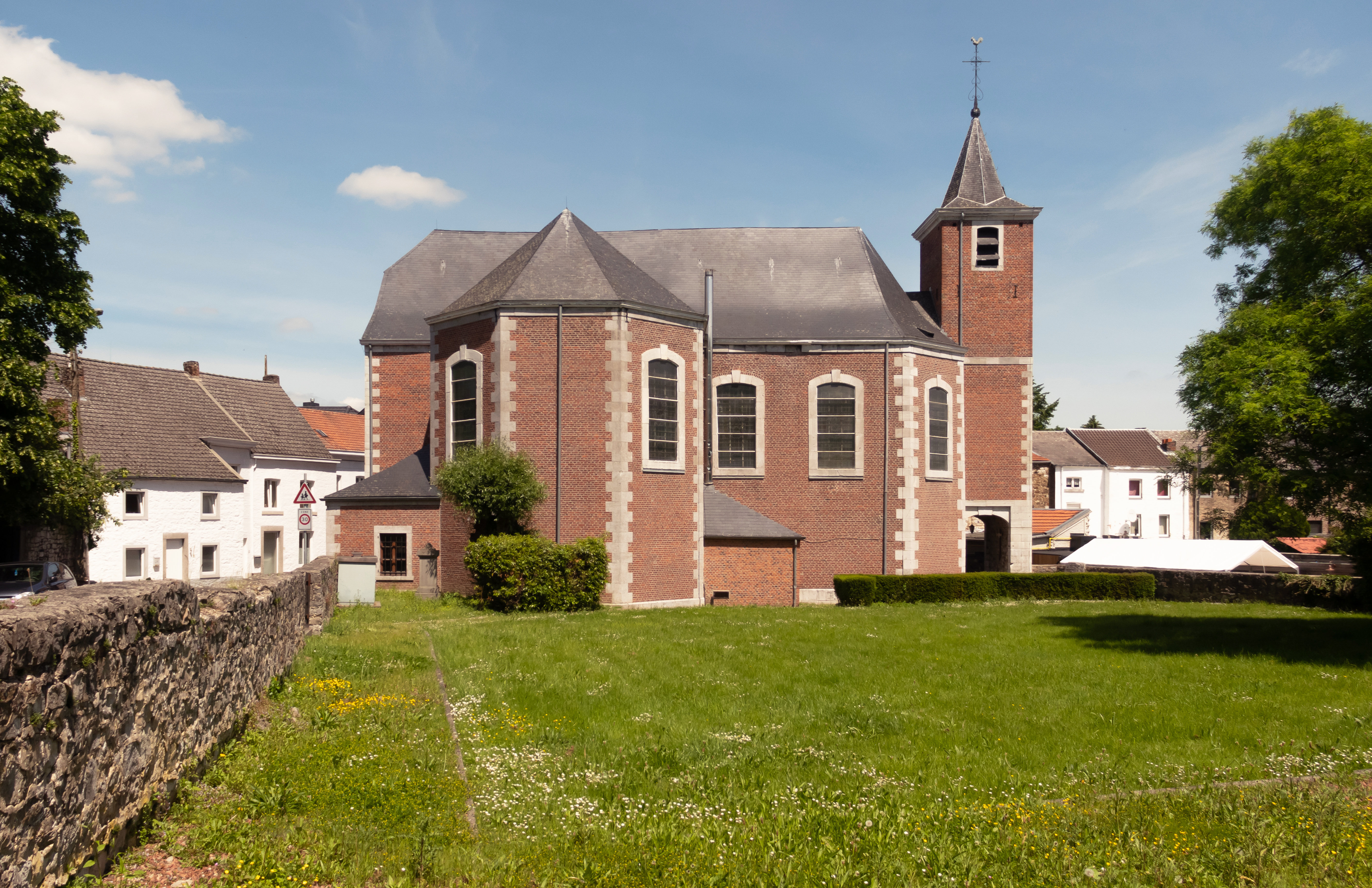
Ivoz-Ramet, la iglesia: l'église Saints-Pierre-et-Paul
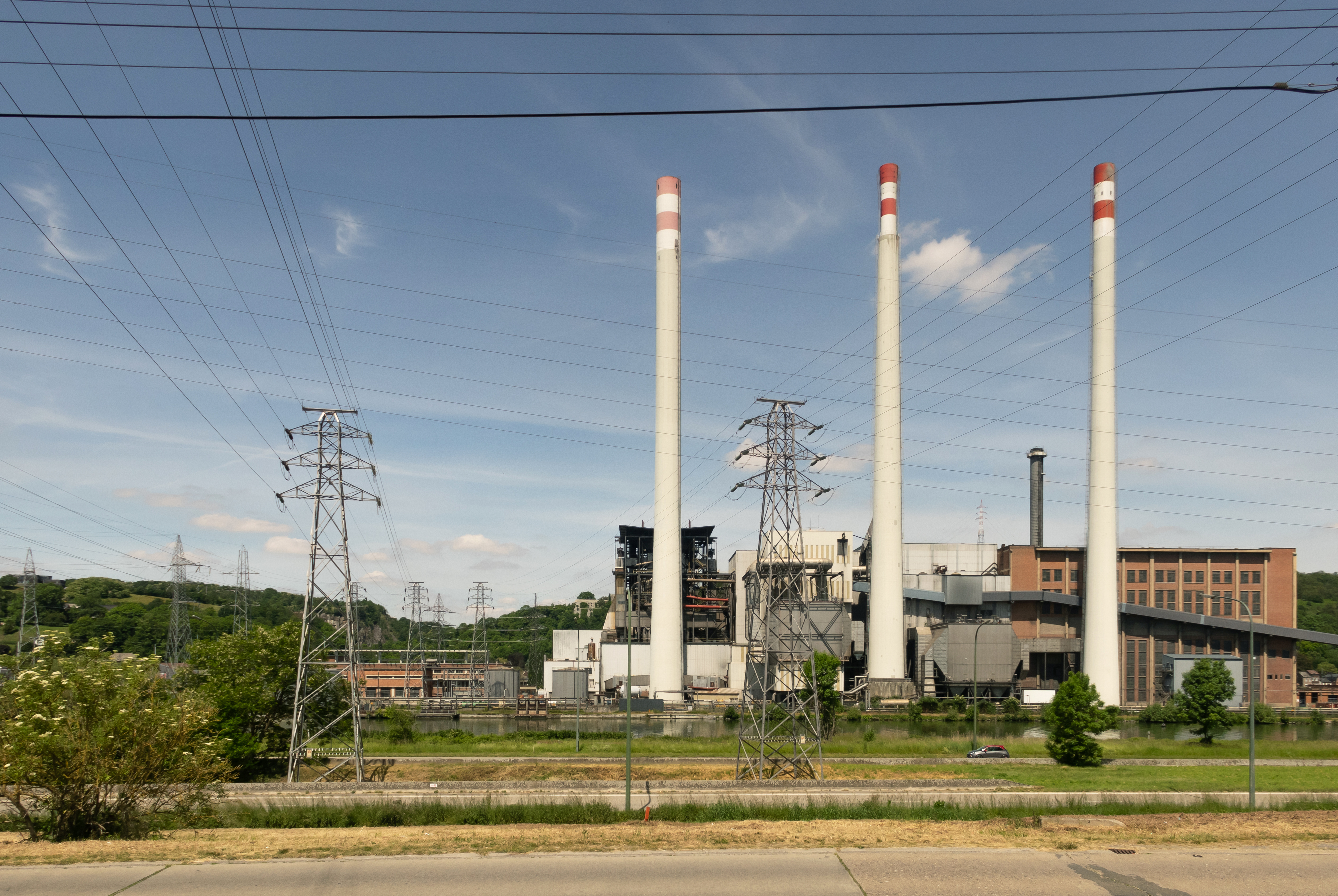
Awirs, la central eléctrica Electrabel

## Demografía

### Evolución
Todos los datos históricos relativos al actual municipio, el siguiente gráfico refleja su evolución demográfica, incluyendo municipios después de efectuada la fusión el 1 de enero de 1977.
| Gráfica de evolución demográfica de Flémalle entre 1846 y 2019 |
|                                                                |